# Nelly Bacha
Nelly Elias Bacha (Corumbá, 1 de janeiro de 1941) é uma professora, advogada e política brasileira. Foi vereadora e prefeita de Campo Grande, sendo a primeira mulher a assumir o cargo.

## Biografia

### Vida pessoal
Nascida em Corumbá, descendente de libaneses, formou-se em Filosofia pela Pontifícia Universidade Católica de São Paulo.
Atuou ainda no Sindicato Campo-Grandense dos Profissionais da Educação Pública (ACP), presidindo a instituição entre 1969 e 1971. Como advogada, defendeu sindicalistas sem cobrar honorários.

### Carreira política
Admiradora de Wilson Barbosa Martins, a mãe convenceu Nelly a ingressar na política como militante.
Incentivada por Martins, que estava com os direitos políticos suspensos, disputou uma das cadeiras da Câmara Municipal de Campo Grande pelo MDB, sendo eleita vereadora pela primeira vez em 1972. Foi reeleita em 1974, 1976, 1982 e 1985.
Foi eleita por seus pares presidente da Câmara em 1983, sendo a segunda mulher a ocupar tal posto. Com a exoneração de Heráclito de Figueiredo da prefeitura, foi nomeada pelo governador Wilson Barbosa Martins prefeita.
No cargo por pouco mais de dois meses, autorizou obras de construção de galerias pluviais na avenida Euler de Azevedo e a construção da sede do Movimento Brasileiro de Alfabetização em Campo Grande. Voltou à Câmara após a nomeação de Lúdio Coelho como prefeito. Encerrou a carreira após duas derrotas consecutivas para voltar à Casa de Leis.

## Controvérsias
Em 2016, Bacha foi condenada por injúria racial por, em 2012, fazer uma série de comentários racistas contra uma mulher que estava na fila do supermercado e afirmar que “preto nasceu para me servir”. Foi sentenciada a um ano e dez dias de prisão e multa, pena convertida em serviços comunitários e pagamento de um salário mínimo. 